# Magic: The Gathering

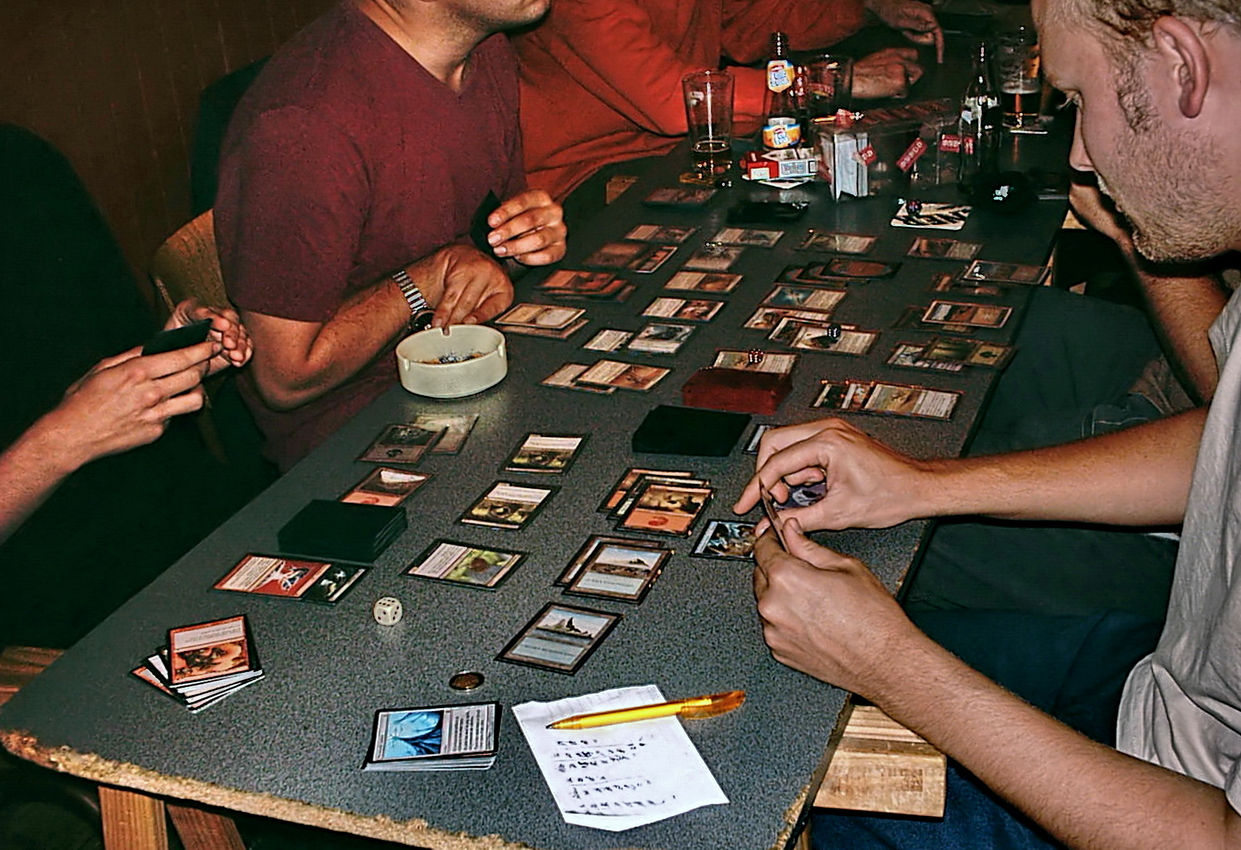
Ett spelparti av Magic: The Gathering

Magic: The Gathering (ofta kallat Magic eller MTG) är ett samlarkortspel skapat av Richard Garfield och utgivet av företaget Wizards of the Coast 1993, vilket senare köptes av Hasbro. Magic var det första spelet i genren "Collectible card games (CCGs)" och spelas av uppskattningsvis 35 miljoner spelare i över sjuttio länder. Magic kan spelas av två eller flera spelare där varje spelare använder en kortlek bestående av tryckta kort som spelaren själv valt ut eller genom det internet-baserade "Magic: The Gathering Online" på en dator där kortleken (som kan vara identisk med den fysiska) väljs i dataspelet. Nya kortuppsättningar publiceras och införlivas med spelet fyra gånger per år, både tryckt på papper och över internet.
Varje spelomgång representerar en strid mellan mäktiga trollkarlar som använder magiska trollformler, föremål och varelser representerat för att besegra sin motståndare. Denna strid utkämpas de facto med samlarkorten som på bilderna visar upp fantasidjur, magiska föremål, eldbollar, flygande mattor och annan "High Fantasy". Trots att originalkonceptet hämtar mycket från traditionella fantasy-rollspel såsom Dungeons & Dragons har Magic mycket lite gemensamt med penna-och-papper-rollspelen. Magic är snarare mer likt Bridge eller Poker, men med betydligt fler kort och mer komplexa regler än andra kortspel. Spelet utsågs 2019 till världens mest komplexa spel av ett forskarlag med forskare från Cambridge, Georgia Institute of Technology och University of Pennsylvania. 
Spelets popularitet världen över har gett upphov till ett organiserat turneringssystem och en community av professionella Magicspelare, såväl som en andrahandsmarknad av Magickort. Magickort kan vara värdefulla beroende på hur sällsynta de är och hur stor efterfrågan är hos spelarna.

## Historia
Peter Adkinson (dåvarande VD för Wizards of the Coast) träffade Richard Garfield första gången för att diskutera Garfields nya spel RoboRally. Adkinson var inte särskilt entusiastisk över spelet, då brädspel är dyra att tillverka och svåra att sälja men lätta att marknadsföra. Han uppskattade dock Garfields idéer och nämnde att han sökte efter ett litet, snabbt spel som kunde spelas under pauserna som ofta uppstår under spelkonvent. Garfield återkom senare med en prototyp han hade arbetat med lite då och då de senaste åren under namnet Mana Clash. Adkinson såg omedelbart spelets potential och gick med på att tillverka det.
Rollspelare var tidigt entusiastiska till Magic, men spelet fick mycket större slagkraft hos strategispelare. Magics framgång på marknaden skapade en explosion av samlarkortspel i mitten på 1990-talet där många betraktades som sämre kopior, (och sålde därefter) medan andra betraktades som likvärdiga i kvalité och popularitet som Magic.
1996 etablerade Wizards of the Coast en så kallad "Pro Tour", en serie av turneringar där spelare kan tävla om priser upp mot 400 000 dollar för en enstaka tvådagars turnering. Sanktionerade genom Duelists' Convocation International, (eller DCI) har dessa turneringar ett visst prestigevärde bland spelarna. Systemet liknar det som används i flera populära sporter, till exempel golf eller tennis. Företaget publicerar de bättre spelarna som vinner oftare, och skapar på så sätt "stjärnor". Dessa spelare inspirerar och motiverar andra.
År 2002 släpptes en officiell online-version av spelet. Trots att inofficiella metoder att spela spelet fanns online tidigare, blev Magic: The gathering Online snabbt en framgång för företaget på grund av en kombination av det inbyggda regelsystemet och det faktum att människor enkelt kunde hitta en motståndare vid vilken tid som helst på dygnet.

## Om spelet
Spelet som utspelar sig i bland annat fantasivärlden Dominaria simulerar dueller mellan två eller flera magiker som med hjälp av sina besvärjelser försöker ta livet av varandra. Magic spelas av två eller flera spelare som har varsin lek. Leken innehåller bland annat de besvärjelsekort som används i kampen mot den andre magikern. Rent praktiskt går dock spelet till på så vis att spelarna sitter vid ett bord med varsin kortlek som de själva satt ihop, och försöker reducera motståndarens livspoäng till noll.
Ett samlarkortspel som Magic är förutom ett spel även ett samlande på kort (ungefär som äldre tiders samlarbilder). Varje spelare har sin egen samling som han eller hon bygger olika lekar med. Kort från de tidigare upplagorna kan vara mycket värdefulla och säljs för hundratals dollar. I originalreglerna fanns ett moment av hasardspel kallat "Ante" där vinnaren fick ett av motståndarens kort. Det togs dock bort i mitten på 90-talet på grund av spellagar i vissa amerikanska delstater.

## Spelets uppbyggnad
Många kort ändrar de skrivna reglerna, när detta händer har alltid kortets text förtur över regeltexten.

### Korttyper
Det finns olika sorters kort som alla behövs i större eller mindre utsträckning i en vinnande lek. Grundtyperna är:
LandGrundläggande kort som producerar mana vilket krävs för att spela nästan alla andra kort, enda undantagen är andra land och ett fåtal kort som kostar noll mana. Grundländerna är kopplade till varsin färg.
Varelser (Creatures)Varelser som trollkarlen frammanar för att anfalla motståndaren.
Besvärjelser (Sorceries samt Instants)Engångsbesvärjelser som skadar motståndaren eller hjälper trollkarlen och hans varelser temporärt.
Förtrollningar (Enchantments)Förtrollningars effekter påverkar spelet tills de förstörs.
Artefakter (Artifacts)Kraftfulla artefakter som trollkarlen hittat.
Planvandrare (Planewalkers)Avatar av planvandrare. Det är i princip en spelare under din kontroll. Planewalkers är mycket sällsynta.

### Färger
Det finns fem färger i Magic. Röd, grön, blå, vit och svart. Varje färg har sina egna typiska drag som kan sägas symbolisera elementen. Spelaren  "tappar" sina länder för att kunna använda den magiska kraft som genomsyrar länderna. Denna kraft kallas mana och den resurs spelaren behöver för att kunna spela, "casta" sina andra kort. 

#### Vit
- Är lagen och ordningens färg. Vit mana är vanligast på slätterna ("Plains")
- Tema: Deras formler består mycket av skyddsformler och de har läkare, präster, soldater med mera. Även många mytologiska varelser såsom enhörningar, gripar och änglar.

Vits vanligaste taktik går ut på att anfalla ofta med små varelser, men kan också vinna genom att bara skydda sig.

#### Blå
- Är intelligensens, illusionens och svekets färg.
- Hänger ihop med elementen luft och vatten. Blå mana kommer främst ur öar ("Island")
- Tema: Luft- och vattenformler, även temat "magi" som sådant. De har många formler som stoppar eller förändrar andra formler. Varelser från blått är oftast vatten- eller luftvarelser såsom fåglar, sjöjungfrur och liknande, eller trollkarlar.

Blås vanligaste taktik går ut på att förutse allt motståndaren gör men kan också vinna genom att förinta motståndarens kortlek. Blå anses oftast svårast att spela.

#### Svart
- Är ambitionens och dödens färg. Svart mana mynnar ur träsk ("Swamp")
- Tema: Döden, korruption, galenskap, vandöda. Deras formler kan föra tillbaka de döda till livet, skrämma ihjäl andra varelser, få motspelaren att bli galen med mera. Svartas varelser består oftast av vampyrer och zombies.

Svarts vanligaste taktik går ut på att offra/skada sådant man har, till exempel varelser, artefakter och sitt eget liv. Svart skyr i regel inga medel för att få ut sina egna i spel.

#### Röd
- Är frihetens och impulsens färg.
- Hänger ihop med elementen eld och jord. Röd mana kommer främst från berg ("Mountain")
- Tema: Eld, berg, svartblod (orcher och vättar), och drakar. Deras formler är oftast ganska simpla till sin natur, få en blixt att slå ner i motspelaren eller åkalla en vildsint vätte.

Röds vanligaste taktik är att med hjälp av små snabba monster och effektiva skadebesvärjelser elda upp allt som försöker stoppa dem, innan motståndaren hinner göra någonting åt det.

#### Grön
- Är livets, instinktens och växtlighetens färg.
- Hör ihop med elementet jord. Grön mana kommer ur skogarna ("Forest")
- Tema: Naturen, jorden, till viss del livet, och varelser. Deras formler handlar i väldigt stor mån om att åkalla eller förändra varelser såsom alver och djur. De har även bäst kontakt med världen, och som så har de störst tillgång till mana. De har varelser som vid tappning ger mana, så som Llanowar Elves.

Gröns vanligaste taktik är att väcka liv i stora monster (som till exempel Skyshroud Behemoth) och krossa allt som kommer i vägen.
Grön anses inte vara så svårt att spela.

#### Övriga
- Det finns Artifact Creatures som till exempel Titanium Golem. Dem kan man betala med vilken mana som helst.
- Det finns flerfärgs (Multi-Color) kort, där behövs det två eller flera olika sorters mana. Exempel: .
- Det finns skämtkort i två specialutgåvor. Dessa kort är dock inte tillåtna i tävlingssammanhang. Exempel: Cardboard Carapace, Clay Pigeon.

## Spelregler
Spelets mål är att vinna, vilket vanligen innebär att få motståndarens liv från 20 till 0. Varje spelare har en kortlek som vanligen består av 60 kort och högst fyra kopior av varje enskilt kort. Undantaget från detta är grundländer, basic lands, som man får ha hur många som helst av. Det finns ingen maxgräns för hur många kort spelaren får ha i en lek, så länge du kan blanda leken själv utan hjälpmedel.
- 1:Startfasen består av tre steg:

a. Upptappningsfasen: här får spelaren tappa upp länder, varelser och artefakter
b. Underhållssteget ("upkeep"): där aktiveras vissa förmågor
c. Dra kort steget: här drar spelaren ett kort från sin lek.
- 2: Huvudfasen: här kan man spela ut enbart ett land per runda. Man kan även spela ut varelser, trollformler och snabbtrollformler (instants).

- 3: Stridsfasen: består av fem steg.

a. Början: här kan spelarna aktivera snabbtrollformler och förmågor.
b. Ange anfallare: Bestäm vilka varelser som ska anfalla och tappa dem. Spelare kan även aktivera snabbtrollformler (instants) och förmågor.
c. Ange blockerare: här bestämmer motståndaren om han/hon vill blockera. Om motståndaren inte har några varelser att blockera, så får motståndaren ta skadan. Men motståndaren får utse en varelse att blockera med, varelsen blir inte tappad. Spelare kan även aktivera snabbtrollformer (instants) och förmågor.
d. Stridsskadesteget: Motståndaren bestämmer vilken varelse som ska blockera den/de varelse/r som attackerar. Den som har högst attackpoäng förgör de med längre försvarspoäng. Om attackpoängen och försvarspoängen är lika, förgörs båda och åker till gravhögen. Om det finns en anfallare som motståndaren inte kan blockera, så får motståndaren anfallarens attackpoäng minus i liv. Spelare kan även aktivera snabbtrollformler (instants) och förmågor.
e. Slut på striden: här kan spelarna aktivera snabbtrollformler och förmågor.
- 4: Huvudfas: här kan man spela ut enbart ett land per runda. Man kan även spela ut varelser, trollformler och snabbtrollformler.

- 5: Slutfas: består av två steg.

a: Slut på rundan: här kan spelarna aktivera snabbtrollformel och förmågor.
b: Uppstädning: Om man har mer än sju kort på handen så måste man slänga så att man bara har sju kort på handen. Korten slängs i gravhögen. Alla kort med "until end of turn" som spelaren har spelat slutar att gälla. Spelaren säger att han/hon är klar och nu är det motståndarens tur.

### Spelkort
Det finns över 20 000 olika kort i MTG, och de har traditionellt varit indelade i tre raritetskategorier: common, uncommon, rare (vanlig, ovanlig och sällsynt). Sedan hösten 2008 finns även en fjärde raritetsnivå kallad "mythic rare".

#### Power Nine
Power Nine ("P9") är en gammal benämning på de nio mest kraftfulla korten som producerats. Några av de traditionella P9-korten anses dock av vissa inte längre hålla måttet för att få vara med i denna exklusiva skara. P9 innehåller även många av de dyraste korten som skapats. 
Black Lotus är det dyraste kortet bland P9 korten. Genom den enormt snabba och stora tillgång till mana som Black Lotus ger, har den inte bara blivit dyr utan även restriktad (i stället för fyra exemplar av samma kort får man bara ha ett av varje i sin lek) i Vintage. En Black Lotus kostar mellan 25 000 och 900 000 kronor ( i mycket sällsynta fall det sistnämnda beloppet, beroende på gradering 1-10 ) beroende på utgåva och skick, där de äldsta utgåvorna är dyrare.
De nio Power Nine-korten är: Black Lotus, Mox Pearl, Mox Sapphire, Mox Jet, Mox Ruby, Mox Emerald, Ancestral Recall, Time Walk och Timetwister.
Black Lotus är dock inte det dyraste kort som tillverkats. Kortet "World Champion 1996" trycktes det bara ett exemplar av och gavs till Tom Chanpheng som vann världsmästerskapen i Magic 1996.

## Organiserat spelande
Turneringar i Magic hålls regelbundet i spelbutiker och vid andra tillställningar. DCI, som ägs av Wizards of the Coast, är den officiella förvaltaren av tävlingsspel i Magic och tillhandahåller regler och annat material till de som ordnar turneringar. Större tävlingar med flera hundra spelare hålls flera gånger varje år med stora vinster till de som hamnar bland topp-placeringarna. De två stora kategorierna vid tävlingsspel är "Constructed" och "Limited".

### Constructed
I constructed-formatet så tar alla tävlande med sig en lek man byggt, och möter andra spelare.
Korten man använt i sin lek måste vara tillåtna i det format man spelar. Det format med.
mest turneringar i kallas "standard", och där är alla kort som är ifrån de senaste två expansionerna och det senaste "core setet" tillåtna. Helt enkelt de nyaste korten.
Eftersom det finns så många kort så är det oundvikligt att några kort är bättre än andra och i
constructed-formatet är det bara de "bästa" korten som spelas. Detta leder till att kort som är populära i constructed-formatet går upp i pris.

### Limited
I limited-format bygger man sina lekar på plats av kort man tilldelas i form av så kallade "booster packs". Ett booster pack innehåller 15 slumpmässiga kort av blandade färger.
Eftersom man inte kan välja och vraka bland så stort utbud av kort brukar lekarna man bygger vara relativt svaga.
Det finns två olika limited-format, sealed deck och draft.
I sealed deck får man sex stycken "booster packs" (totalt 90 kort) som man helt enkelt bygger en lek på 40 kort av.
I draft så får man tre "booster packs" var, men man bygger inte leken på samma sätt som i sealed deck. Alla spelare sätter sig kring ett bord och öppnar var sitt "booster pack". Alla väljer ett kort och skickar vidare de återstående 14 korten åt höger. Detta pågår tills korten är slut, och då börjar man med ett nytt "booster pack". Korten skickas första omgången åt höger, nästa vänster, och sista höger igen. Korten man plockat på sig när alla "booster packs" är slut är de man bygger en lek av.

### Världsmästerskap
Världsmästerskap i Magic: The Gathering har anordnats årligen sedan 1994 och var från början en turnering som var öppen för alla att delta i och det tävlades mest om äran. Från 1996 blev VM-turneringen istället en del av den professionella touren och därmed en turnering endast för den som först klarat en kvaltävling. Prispotten höjdes samtidigt rejält vid professionaliseringen och förstapriset i VM 1996 var 26 000 amerikanska dollar. 
Trots att man var tvungen att kvalificera sig genom kvalspel hade VM 1996-2011 flera hundra deltagare. Från och med 2012 skars deltagarantalet ned till endast 16 personer och blev ytterligare reserverat för spelets absolut bästa spelare. 2012-2020 har VM spelats med mellan 16 och 24 spelare utvalda bland de absolut mest framgångsrika spelarna på proffstouren.
Spelaren Shahar Shenhar från Israel är hittills den enda som vunnit individuella VM mer än en gång, vilket han gjorde 2013 och 2014. 

### Nationella mästerskapen
Nationella mästerskap i Magic: The Gathering anordnas årligen, vanligen kring sommar. De har anordnats sedan 1995 och hålls nu i 67 olika länder.